# Torneo de Ningbo 2013
El Ningbo International Women's Tennis Open 2013 es un torneo de tenis profesional que se juega en canchas duras. Fue la cuarta edición del torneo que es parte de la WTA 125s 2013. Se está llevando a cabo en Ningbo, China, el 22 a 27 de septiembre de 2013.

## Cabeza de serie

### Individual femenino
| Tenista                | Ranking | Preclasificada |
| Bojana Jovanovski      | 41      | 1              |
| Zheng Jie              | 58      | 2              |
| Lourdes Domínguez Lino | 60      | 3              |
| Yvonne Meusburger      | 64      | 4              |
| Lesia Tsurenko         | 68      | 5              |
| Karolína Plíšková      | 70      | 6              |
| Yaroslava Shvedova     | 74      | 7              |
| Lauren Davis           | 75      | 8              |

### Dobles femenino
| Tenista                             | Ranking | Preclasificada |
| Vera Dushevina Darija Jurak         | 84      | 1              |
| Timea Babos Alicja Rosolska         | 90      | 2              |
| Irina-Camelia Begu Janette Husárová | 111     | 3              |
| Irina Buryachok Oksana Kalashnikova | 127     | 4              |

## Campeonas

### Individual Femenino
Bojana Jovanovski venció a  Zhang Shuai

### Dobles Femenino
Chan Yung-jan /  Zhang Shuai vencieron a  Irina Buryachok /  Oksana Kalashnikova por 6–2, 6–1